# Clavia
Clavia Digital Musical Instruments (Clavia DMI AB) – szwedzkie przedsiębiorstwo produkujące elektroniczne instrumenty muzyczne.

## Historia
Firma została założona w 1983 roku przez Hansa Nordeliusa i Mikaela Carlssona. Początkowa siedziba zlokalizowana była w południowych krańcach Sztokholmu. Pierwszym produktem opracowanym przez duet konstruktorów była pierwsza na świecie cyfrowa elektroniczna perkusja oznaczona jako Digital Percussion Plate 1. W latach 1983–1994 Clavia wypuściła kilka cyfrowych systemów perkusyjnych, jednak największą popularność przyniósł firmie w 1995 syntezator Nord Lead, w którym to po raz pierwszy zastosowano technologię Virtual Analog. Kolejnym znaczącym modelem był wirtualny system modularny oznaczony jako Nord Modular z 1998 r.
Następną linię produktów, Nord Electro, zaprojektowano do emulacji klasycznych elektromechanicznych instrumentów klawiszowych, takich jak organy Hammonda, piano Rhodes czy też Hohner Clavinet. Barwy pian są samplami, natomiast za brzmienie organów odpowiada program symulujący działanie prawdziwego instrumentu. Pierwszy model Nord Electro wypuszczono na rynek w 2001. Wczesne modele wyposażone były w klawiaturę organową; obecnie produkowana szósta generacja instrumentu (Nord Electro 6) dostępna jest w różnych wariantach: z ważoną 73-klawiszową klawiaturą młoteczkową oraz z 61 lub 73-klawiszową półważoną klawiaturą „waterfall”.
W późniejszym czasie na rynek wprowadzono model Nord Stage, który oprócz emulacji instrumentów elektromechanicznych wyposażony został moduł syntezatorowy, a ponadto – w odróżnieniu od pierwszych modeli Electro – jako jedyny posiadał ważoną, młoteczkową klawiaturę fortepianową. Aktualnie w ofercie firmy znajduje się trzecia wersja, Nord Stage 3. W 2007 Clavia zaprezentowała model Nord C1. Instrument ten wyposażony jest w 2 manuały, a jego przeznaczenie stanowi emulacja organów Hammonda, Farfisa oraz VOX. W 2010 zaprezentowano nową serię stage pian, Nord Piano.
Obecną działalnością firmy jest produkcja instrumentów klawiszowych, do których należą kolejne generacje syntezatorów Nord Lead (A1, 2X, 4), cyfrowych organów (Nord C2D), cyfrowych instrumentów elektromechanicznych (Nord Electro 4, 5, 6) oraz stage piano (Nord Stage 2, 2EX, 3, Nord Piano 3, 4 oraz Nord Grand). W produkcji znajdują się także pady perkusyjne (Nord Drum) oraz akcesoria do instrumentów (pedały sterujące, odsłuchy).
Produkcja wielu ze wcześniejszych projektów firmy została zaprzestana głównie z powodu zastąpienia ich nowymi produktami. Struktura przedsiębiorstwa składa się z oddziałów R&D (odpowiedzialnego za opracowywanie nowych koncepcji) oraz Marketing, Sales & Support. Jak zapewnia producent, wszystkie instrumenty montowane są ręcznie.

## Asortyment

### Produkowane obecnie

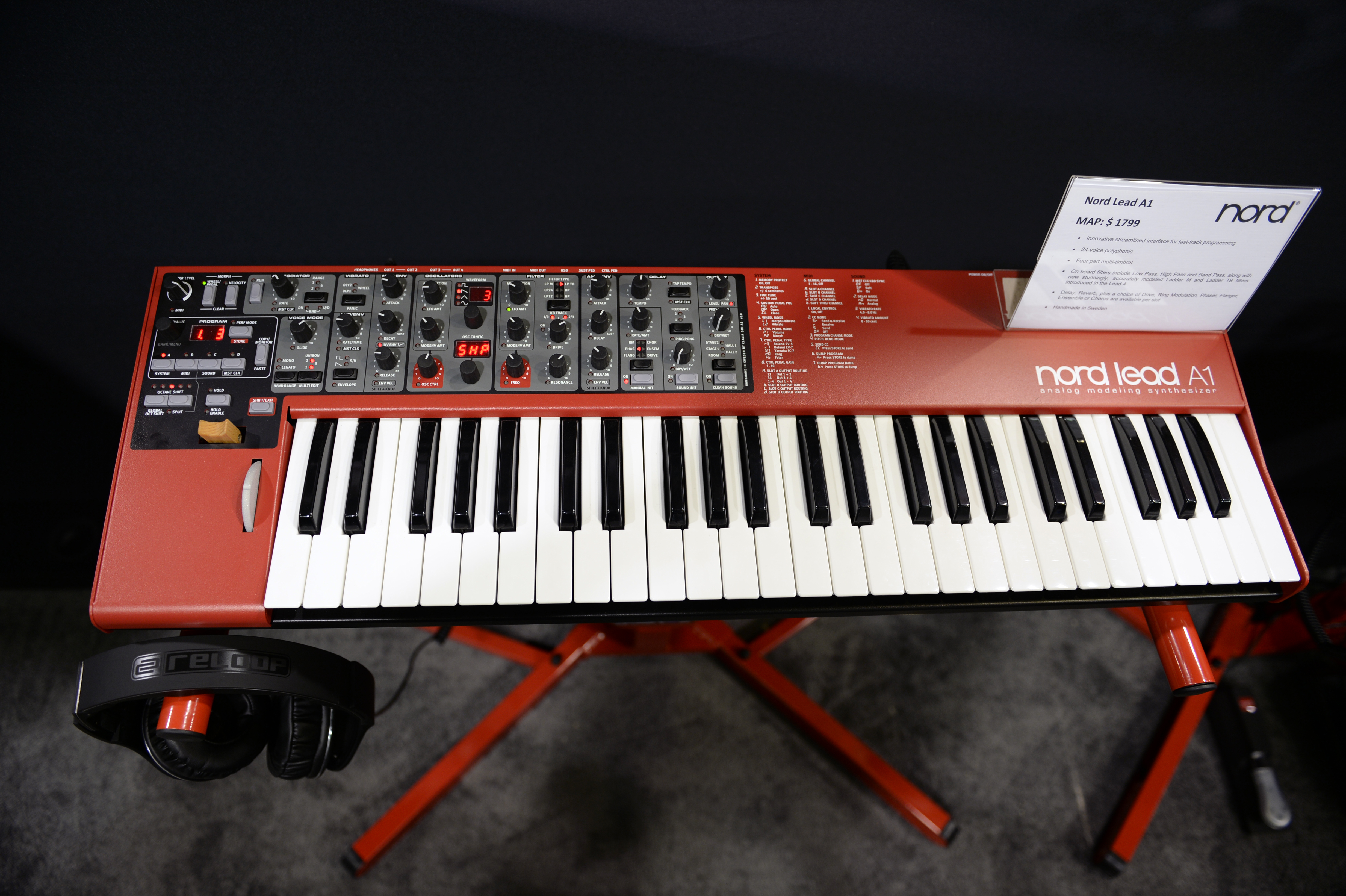
Nord Lead A1
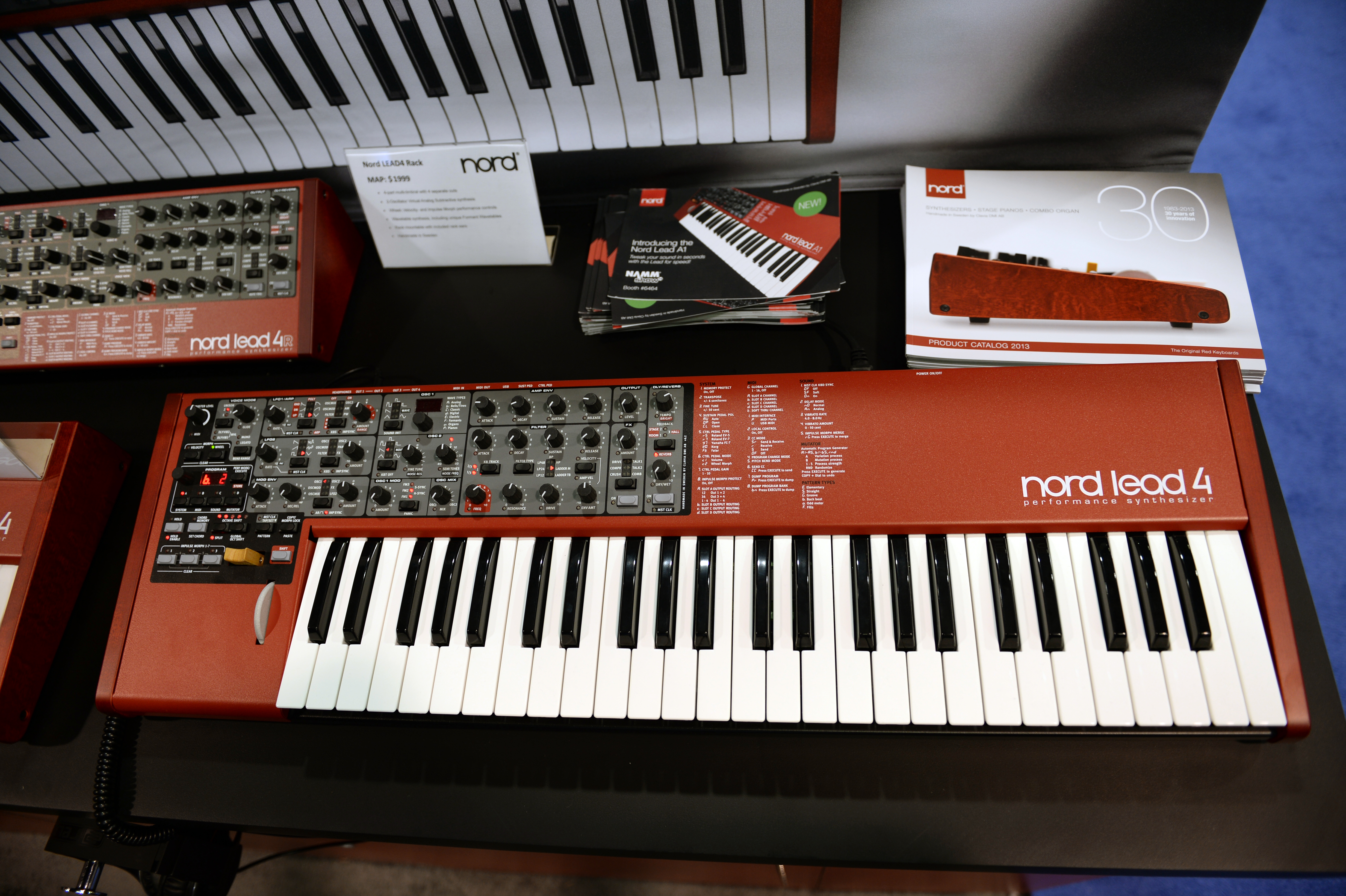
Nord Lead 2X
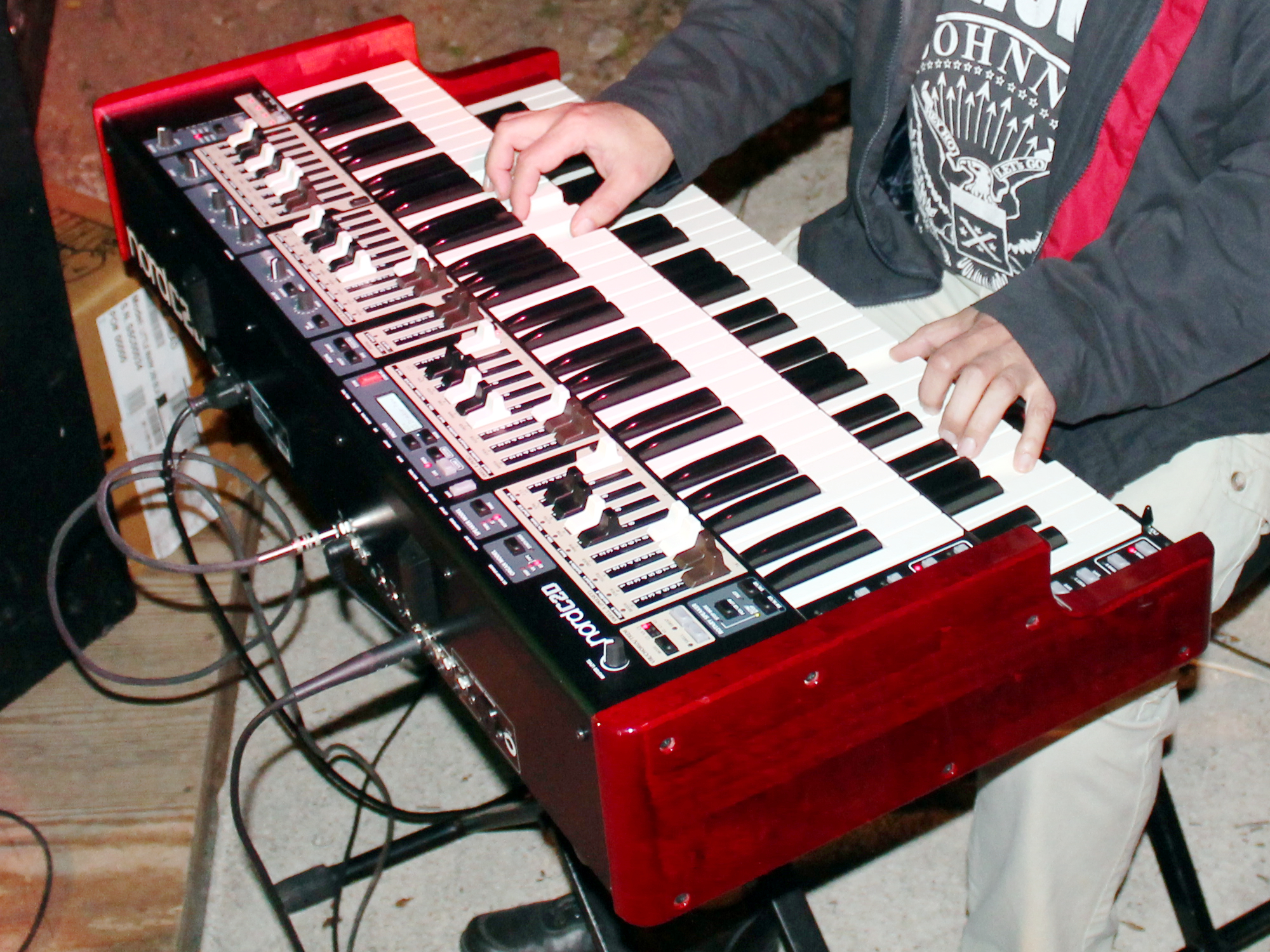
Nord Rack 2X
- Nord Lead 4
- Nord Wave 2
- Nord Electro 4
- Nord Electro 5
- Nord Electro 6
- Nord Grand
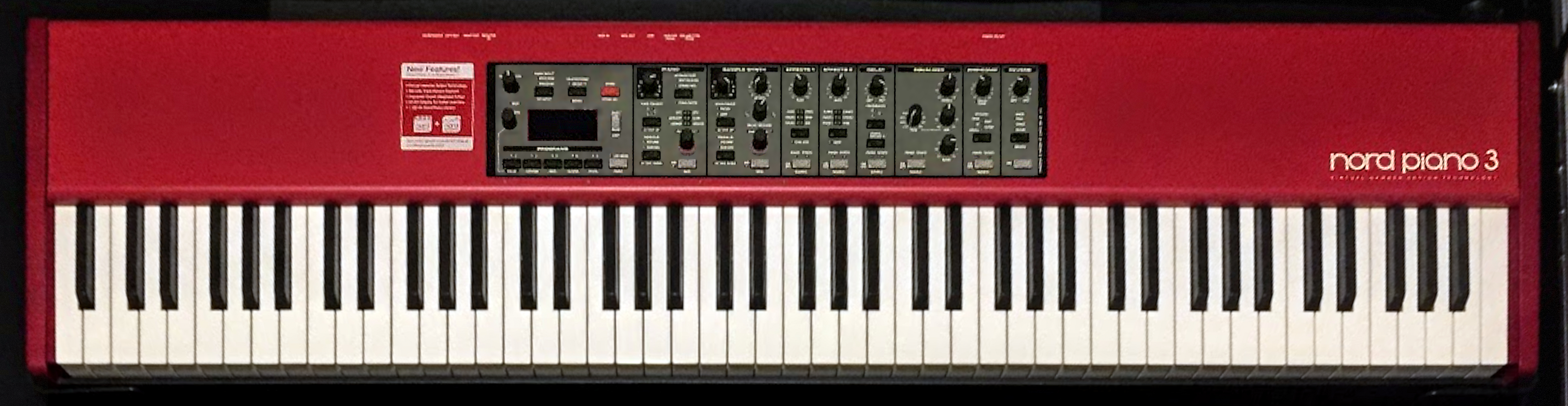
Nord Piano 3
- Nord Piano 4
- Nord Piano Monitor
- Nord Stage 2
- Nord Stage 2 EX
- Nord Stage 3
- Nord C2D
- Nord Pedal Keys 27
- Nord Drum 2
- Nord Drum 3
- Nord Drum 3P

- Nord Lead A1
- Nord Lead 4
- Nord C2D
- Nord Piano 3

### Produkcja zaprzestana
- Nord Piano (2010–2012)
- Nord C1 (2007–2009)
- Nord Drum (2011–2012)
- Nord Electro (2001–2002)
- Nord Electro Rack
- Nord Electro 2 (2002–2009)
- Nord Electro Rack 2
- Nord Electro 3 (2009–2013)
- Nord Wave (2008–2013)

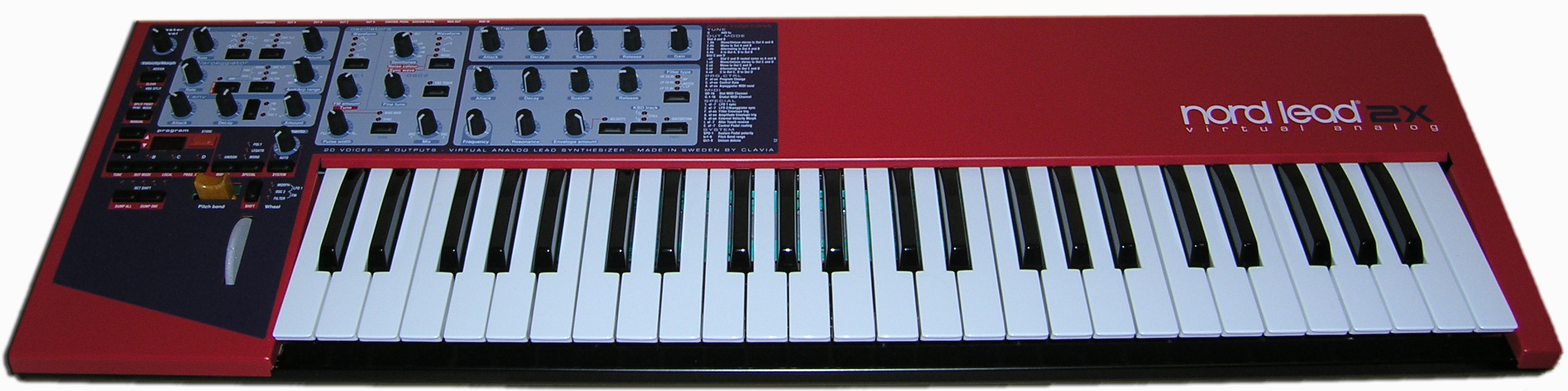
Nord Lead (1995–1997)
- Nord Lead Rack (1995)
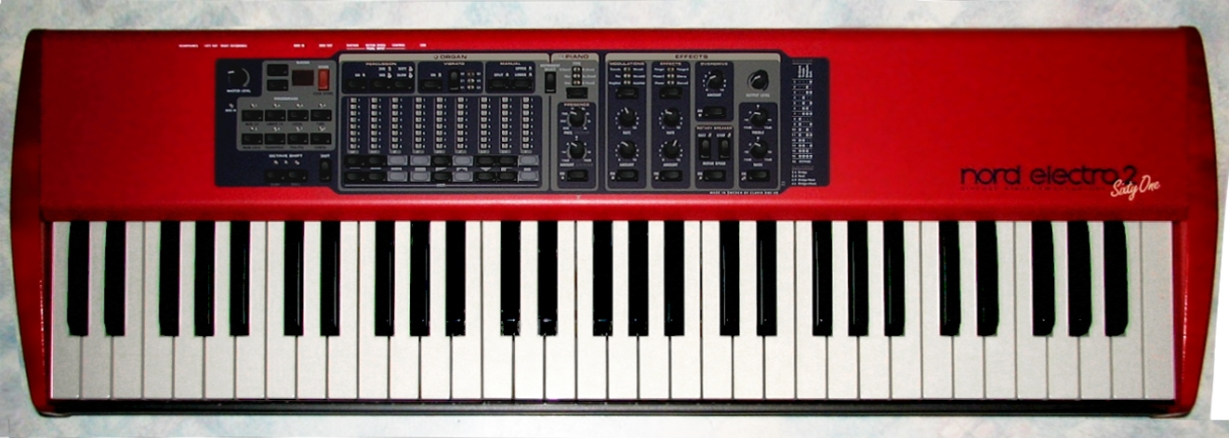
Nord Lead 2 (1997–2003)
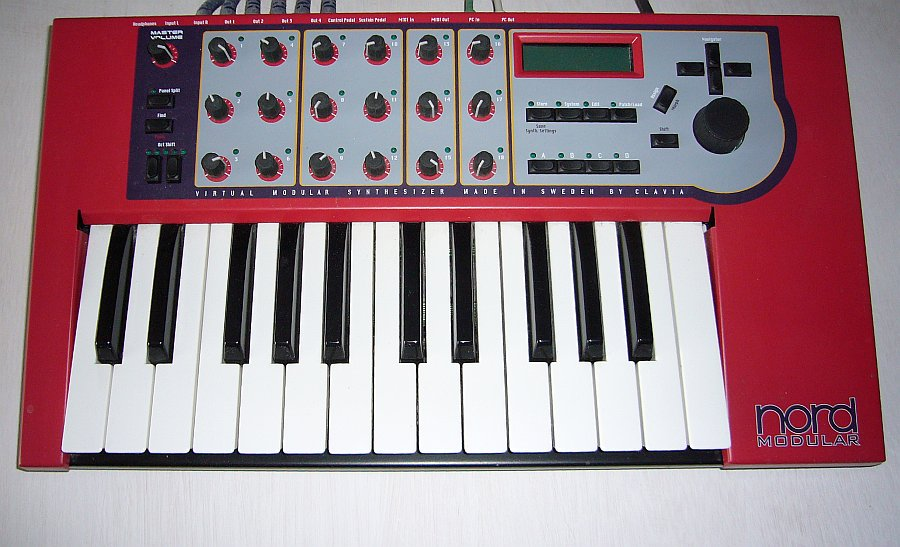
Nord Lead 3 (2002–2007)
- Nord Rack
- Nord Rack 2
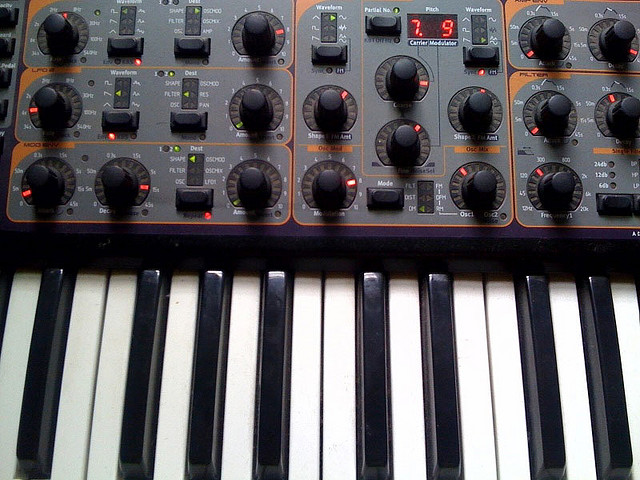
Nord Rack 3
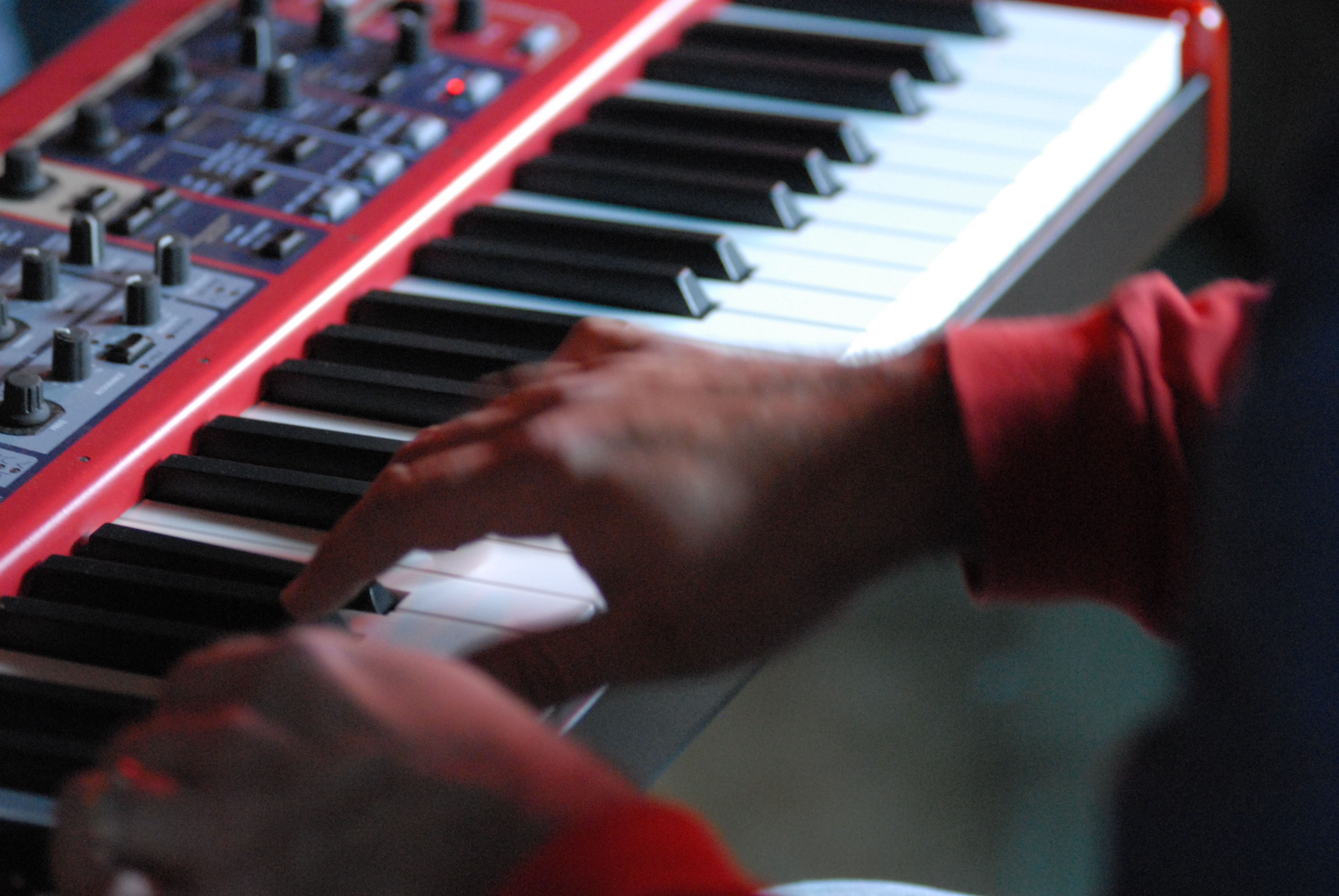
Nord Stage (2005–2008)
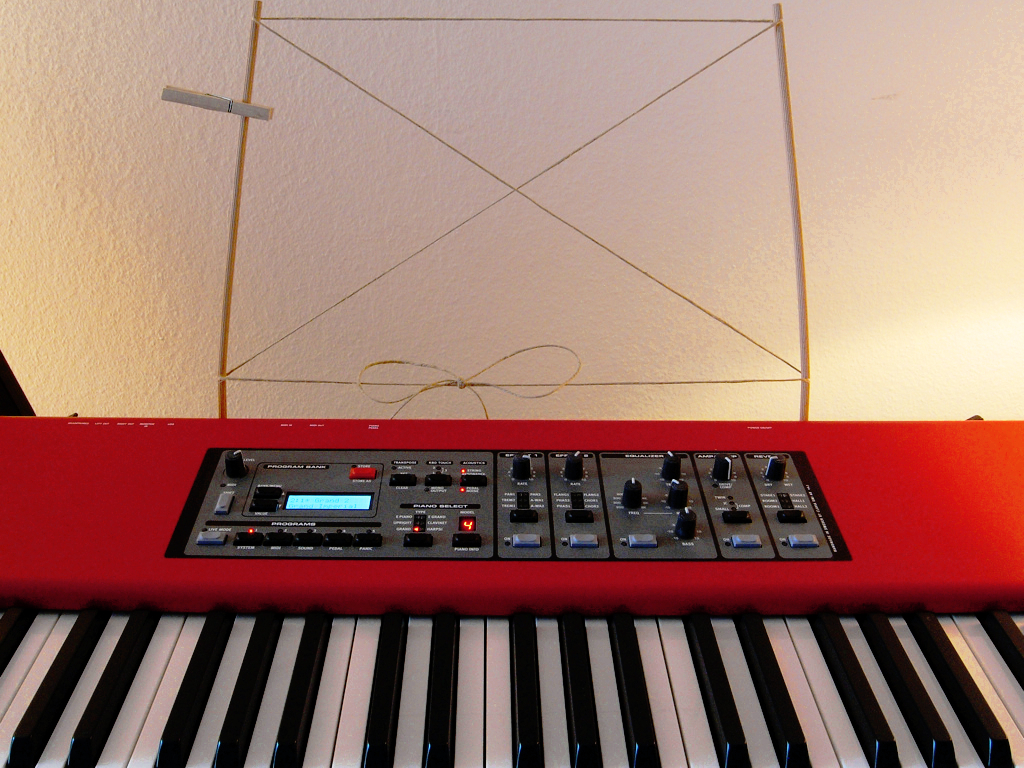
Nord Piano 88

- Nord Stage EX (2008–2011)
- Nord Modular (1997–2003)
- Nord Modular G2 (2004–2009)
- Nord Modular G2x
- Nord Micro Modular

- Nord Lead 2x
- Nord Electro 2
- Nord Modular
- Nord Lead 3
- Nord Stage 88
- Nord Piano 88